# Comunità montana Stilaro-Allaro-Limina
La comunità montana Stilaro Allaro-Limina era costituita dall'unione delle comunità montane Stilaro Allaro (Bivongi, Caulonia, Pazzano e Stilo) e della Limina (Canolo, Grotteria, Mammola, Martone e San Giovanni di Gerace) e comprendeva 9 comuni ricadenti nella provincia di Reggio Calabria, (Art. 7 della legge regionale nº 20 del 10-7-2008). Con Legge Regionale n.25/2013 le Comunità Montane calabresi sono state soppresse e poste in liquidazione. Con delibera della Giunta Regionale n. 243 del 04/07/2013 sono stati nominati i Commissari liquidatori.

## Comuni
| Stemma | Comune                 | Popolazione (ab) | Superficie (km2) |
| ------ | ---------------------- | ---------------- | ---------------- |
|        | Bivongi                | 1.490            | 25,30 km²        |
|        | Pazzano                | 717              | 15,49 km²        |
|        | Caulonia               | 7.392            | 100,73 km²       |
|        | Stilo                  | 2.742            | 78,49 km²        |
|        | Canolo                 | 863              | 28,22 km²        |
|        | Mammola                | 3.176            | 80,56 km²        |
|        | Martone                | 592              | 8,26 km²         |
|        | San Giovanni di Gerace | 562              | 13,31 km²        |
|        | Grotteria              | 3.381            | 37,90 km²        |

- Riferimento popolazione dati UNCEM 2007
- I comuni di Caulonia e Grotteria sono parzialmente montani.

## Comunità montana Stilaro Allaro
La comunità montana Stilaro Allaro comprende 6 comuni della provincia di Reggio Calabria: Bivongi, Caulonia, Pazzano, Placanica, Roccella Jonica e Stilo.
Il territorio è delimitato ad est dalle acque del mar Ionio e ad ovest dalle Serre appenniniche calabresi.

## Organigramma
- Il presidente della comunità montana Stilaro-Allaro è Giorgio Scarfone di Stilo
- Gli assessori sono: Cartolano Tommaso, Sorgiovanni Maurizio, Campanella Rocco, Lombardo Nicola, Aiello Mario.

## Flora e fauna
La flora è composta per la maggioranza dall'abete bianco, faggio e castagno.
A 1200 metri sgorga la fonte dell'acqua Mangiatorella.
Nella zona di Bivongi sono presenti le cascate del Marmarico (le più alte della Calabria con 105mt).
In autunno è possibile una raccolta di funghi di alta qualità: porcini, ovoli buoni e chiodini.
A valle vi sono coltivazioni di uliveti e vigneti.
Infine sulla costa troviamo agrumeti.
Per quanto riguarda la fauna c'è la presenza di poiane, picchi, tordi, fagiani, pernici, cinghiali, volpi, faine, tassi e ghiri.
Nella fiumara dello Stilaro sono presenti allevamenti di storioni e trote.

## Chiese antiche e castelli presenti nel territorio

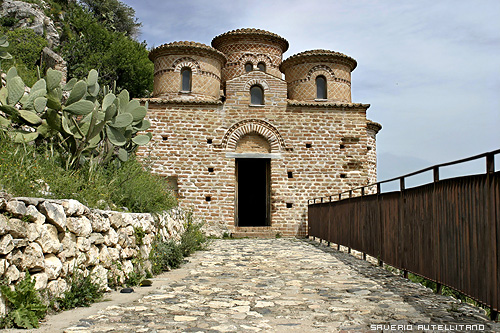
Cattolica di Stilo

In ogni paese della comunità montana sono presenti antichi luoghi di culto dal grande valore artistico e culturale. Fra i principali ricordiamo il monastero greco-ortodosso di San Giovanni Theristis di Bivongi, il castello Normanno di Caulonia, l'eremo di Santa Maria della Stella di Pazzano, e soprattutto la cattolica di Stilo, antichissima chiesa bizantina ad oggi ancora in perfetto stato conservativo con tutti i manufatti originali.

## Economia

### Artigianato

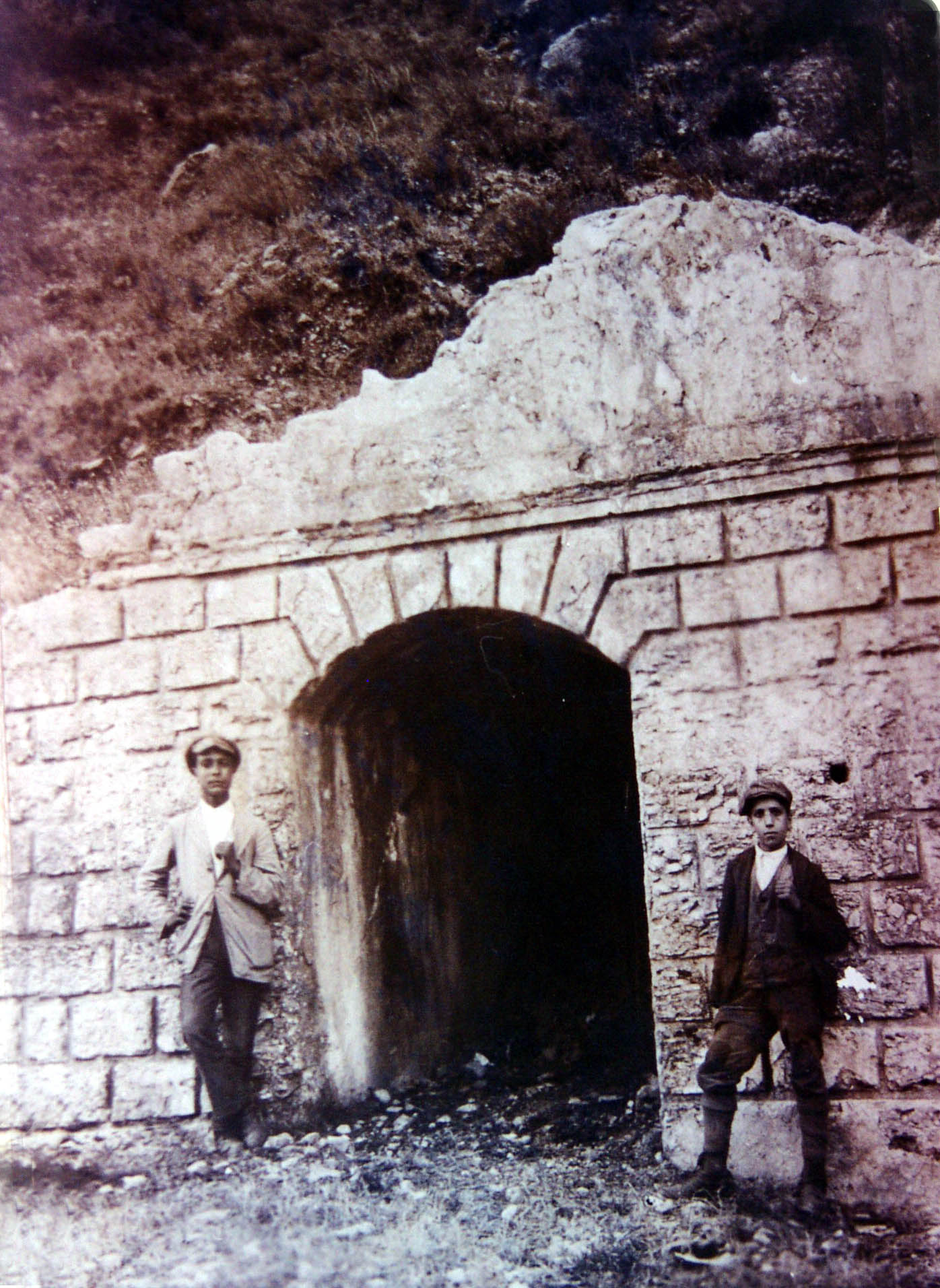
Miniera di Bivongi

È molto forte sul territorio la presenza ell'artigianato tra cui la tessitura ed i ricami artistici, la lavorazione del legno e del ferro.
Nello specifico invece: le produzioni di vasi di Roccella Ionica, gli impagliatori di sedie e gli ombrellai di Stilo, i "grottaroti" di Pazzano, i conciapelle ed i bottai di Bivongi.
La tessitura si svolge fin dall'antichità.
Ancora oggi si lavorano al telaio tovaglie e "pezzare" che possono essere acquistate nelle fiere estive dell'artigianato, che si svolgono in tutta la comunità montana.
Anche la lavorazione del metallo è antichissima e si pratica da 2000 anni.
I giacimenti minerari sono stati largamente sfruttati dai borboni. Negli anni trenta e quaranta, nel periodo precedente la seconda guerra mondiale, a Bivongi venivano ancora estratti per uso bellico il rame e la molibdenite. Di questa attività rimangono notevoli testimonianze di cui si interessa l'Ecomuseo della Vallata dello Stilaro.
La lavorazione del legno invece si ritrova in molte chiese della comunità.

## Gastronomia

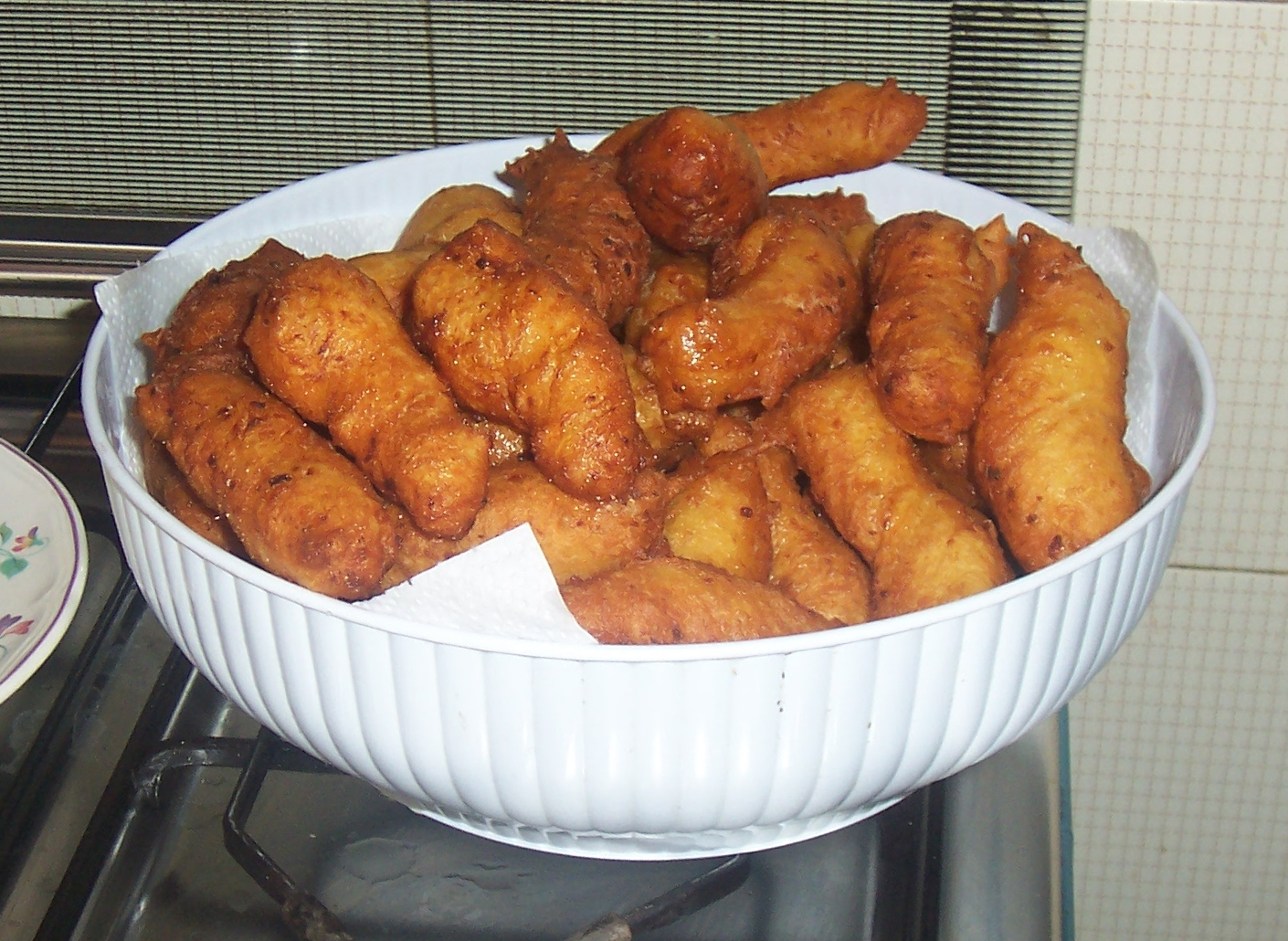
Zippuli

Un prodotto tipico della zona è la pasta fatta in casa, filata a mano, con una farina di grano duro.
Si è soliti cucinare carne di capra, maiale, cinghiale, capretto, tordo e lepre.
Come pescato, si può gustare il pesce azzurro della varietà Surici.
Di insaccati, poi i tipici della cucina calabrese: soppressata, salsiccia, capicollo e pancetta.
Come dolci infine, la cuzzupa (dolce pasquale) o 'nguta, la 'nzulla e le 'zzippule (dolci natalizi).
Come bevande di produzione del luogo oltre all'acqua oligominerale Mangiatorella, vi è il vino; il più famoso è quello del comune di Bivongi col quale d'estate se ne fa pure una fiera con degustazione.

## Galleria d'immagini

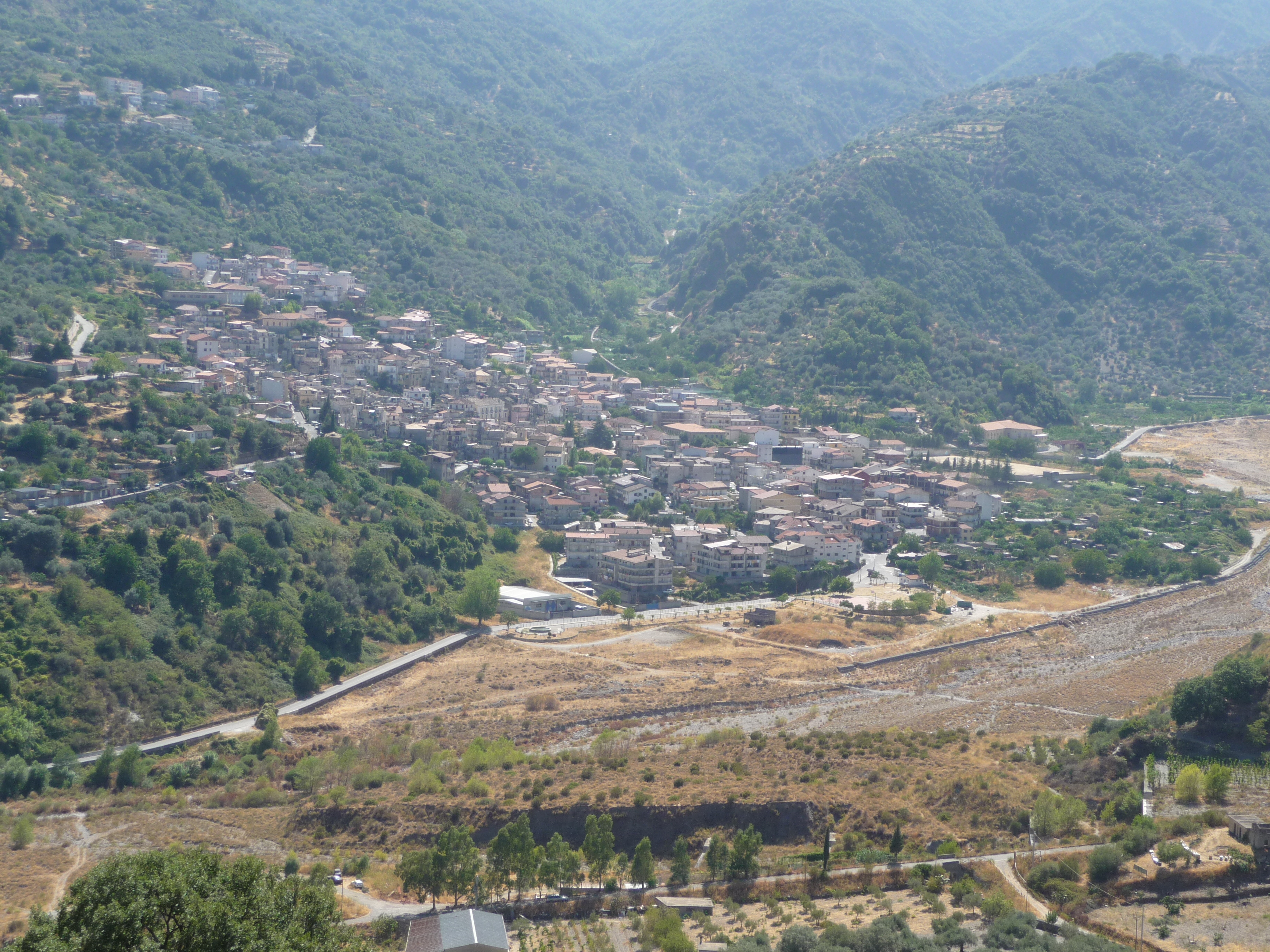
Panorama di Bivongi
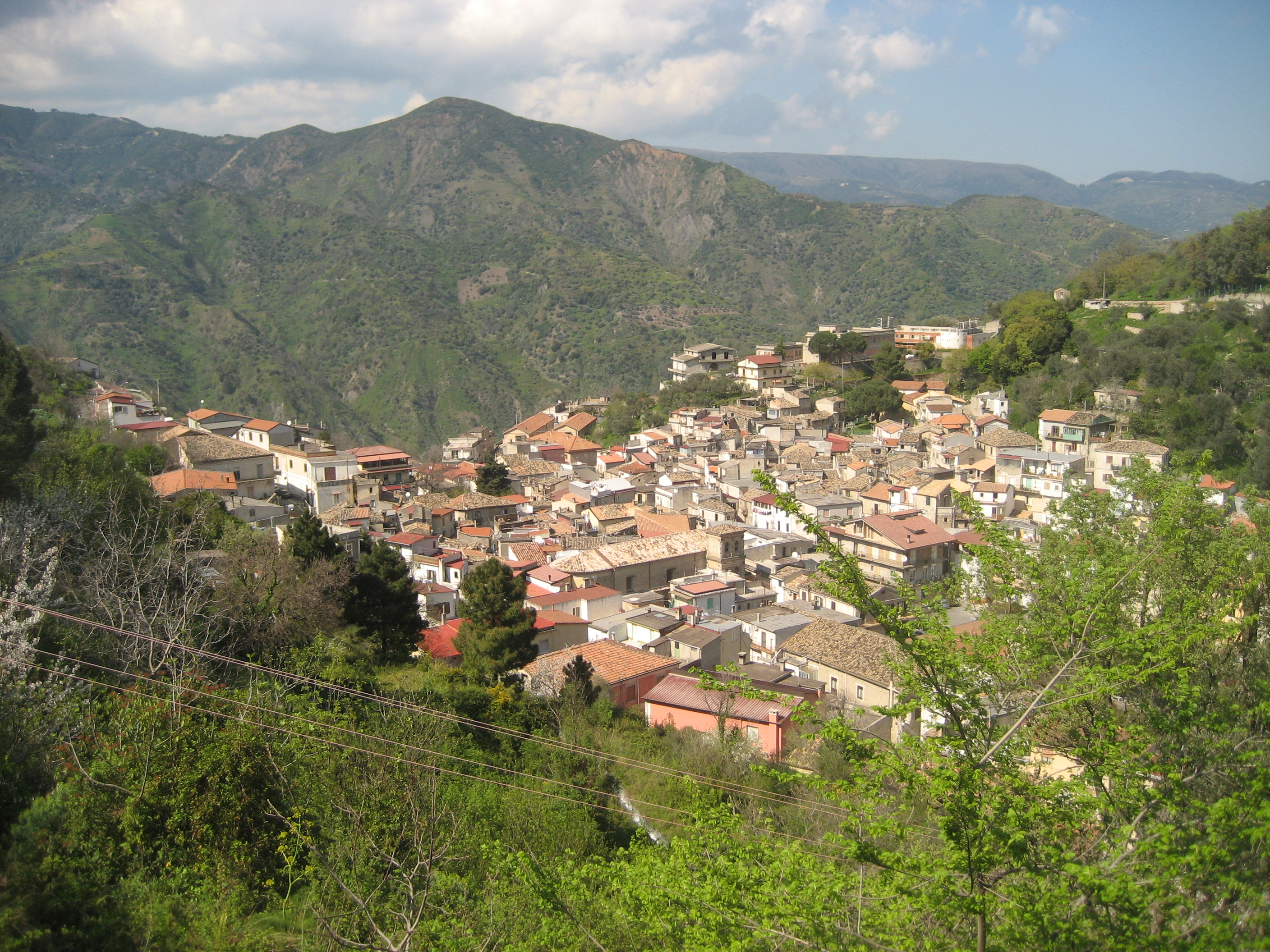
Panorama di Pazzano
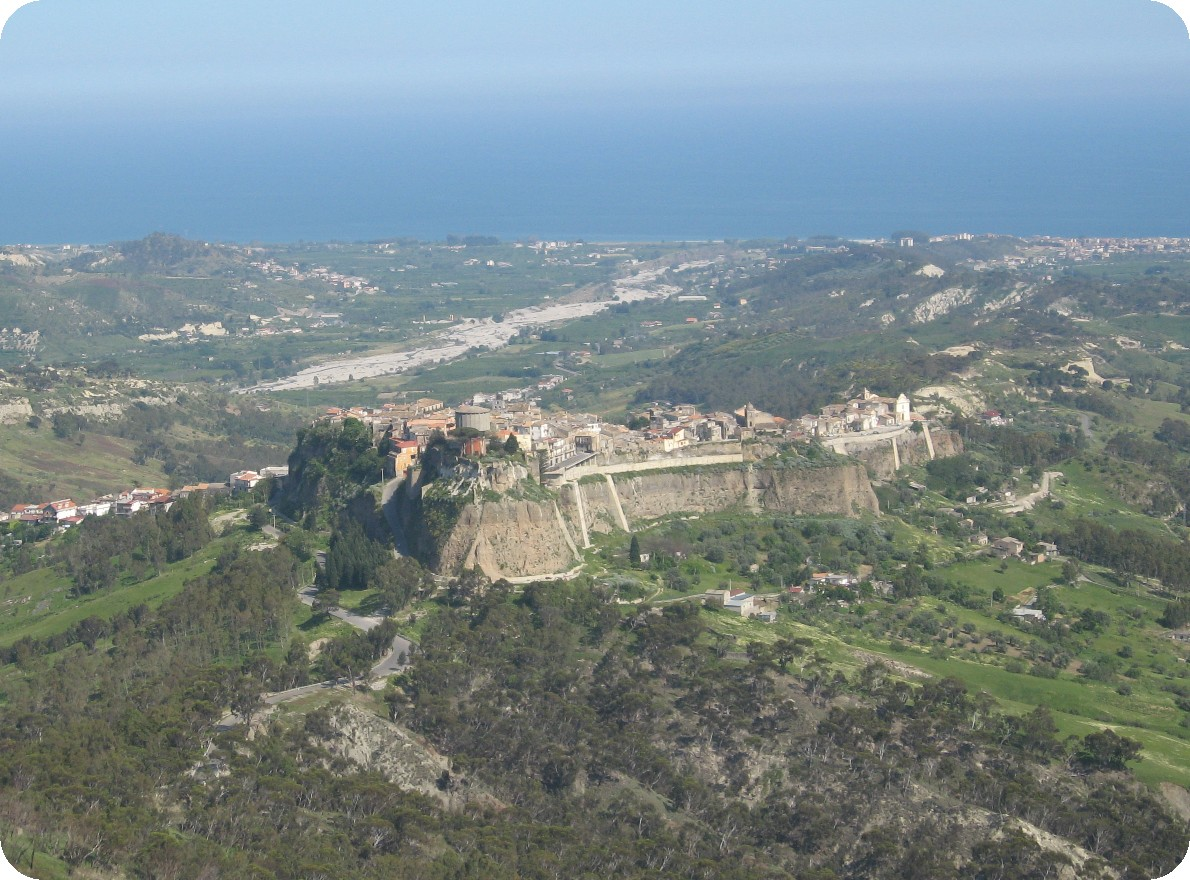
Panorama di Caulonia
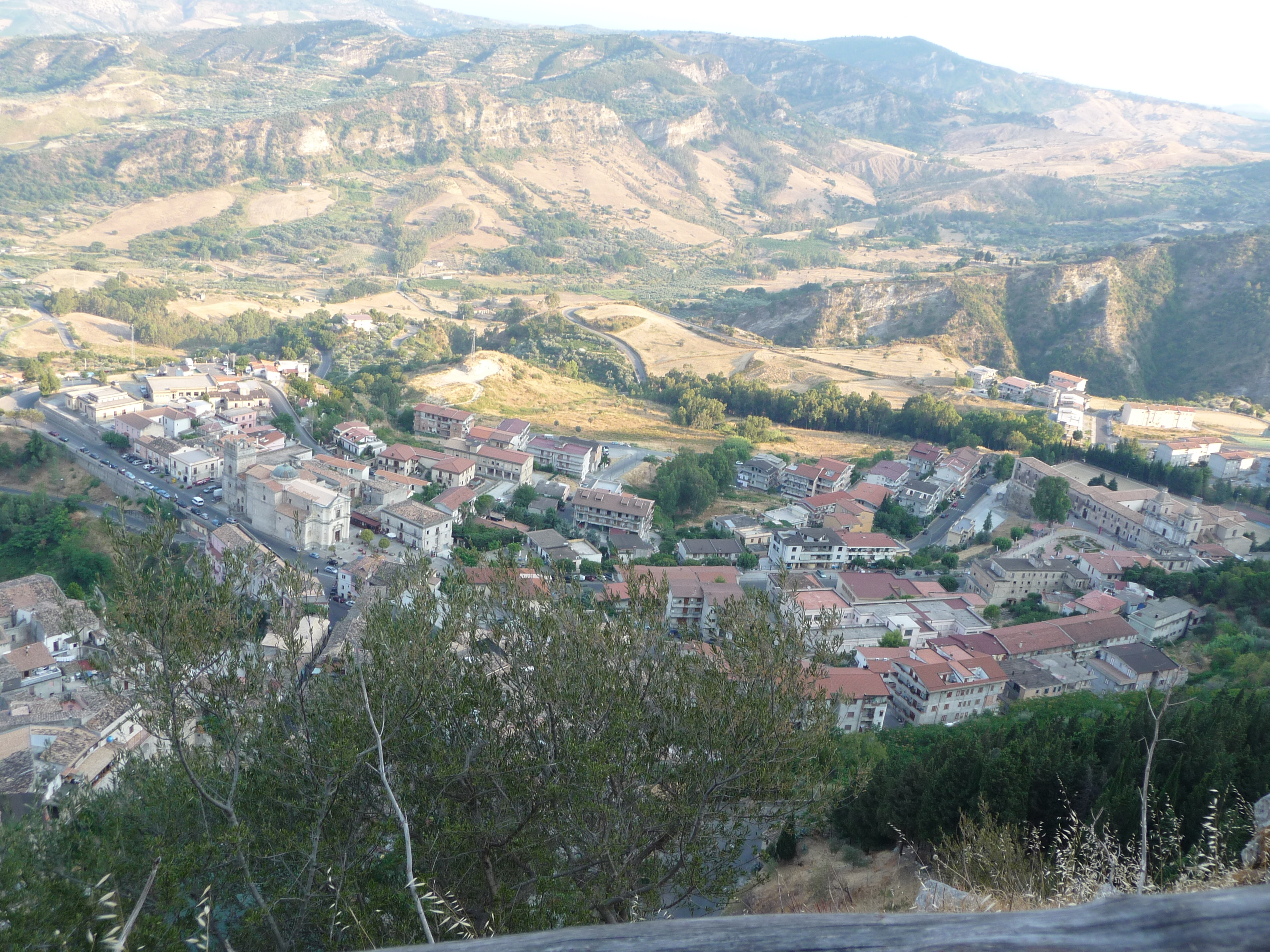
Stilo visto dal Consolino
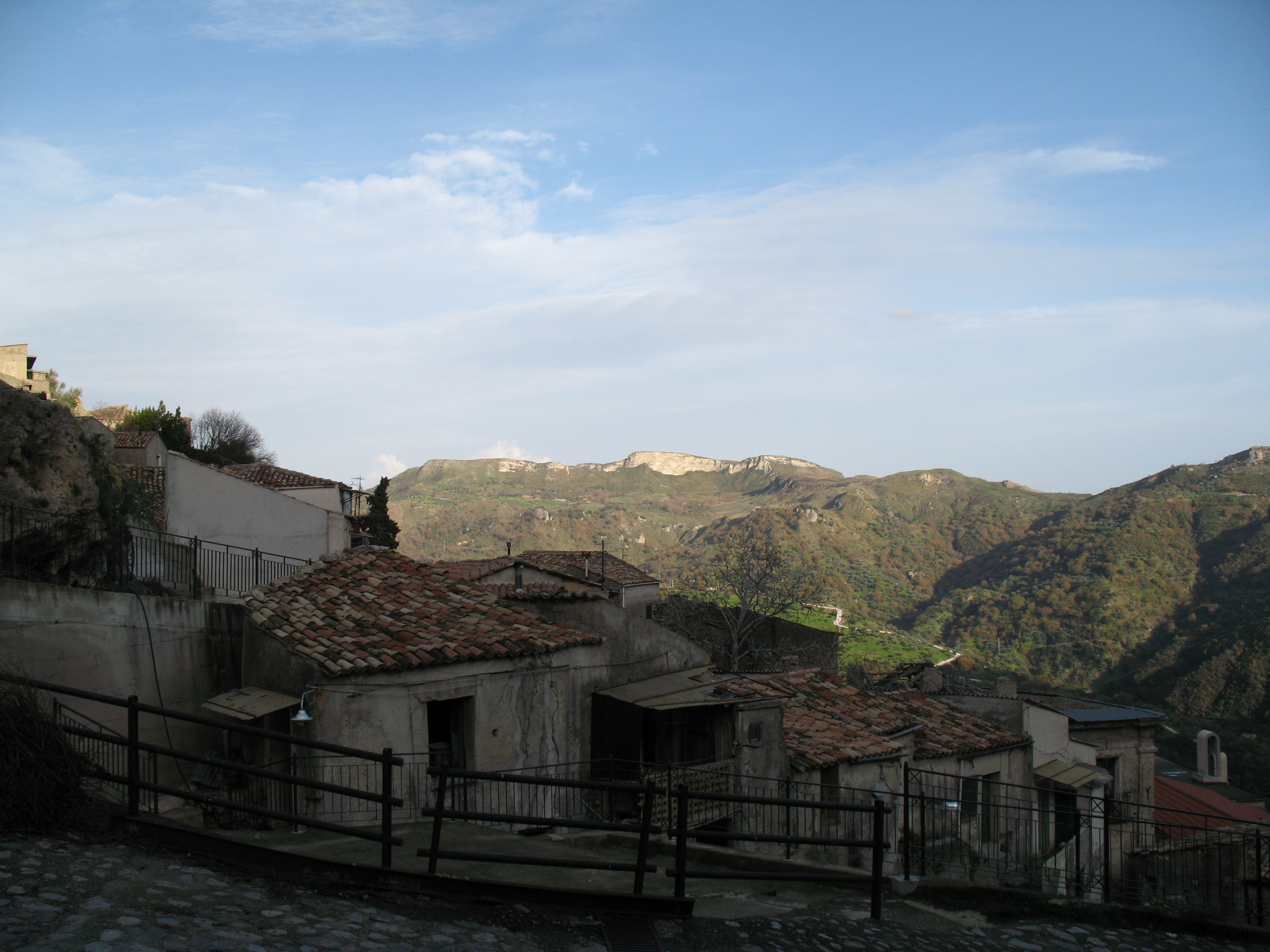
Centro antico di Canolo
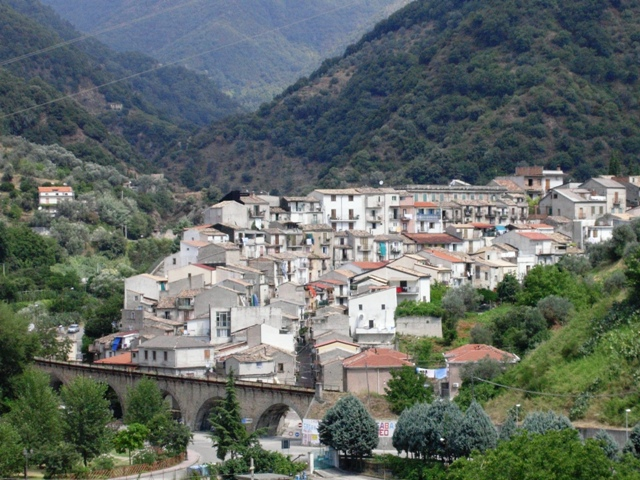
Mammola, scorcio panoramico
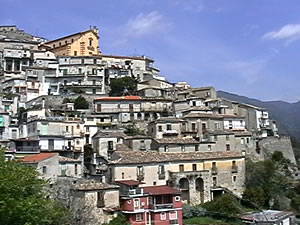
Panorama di Grotteria